# Bactris bidentula
Bactris bidentula är en enhjärtbladig växtart som beskrevs av Richard Spruce. Bactris bidentula ingår i släktet Bactris och familjen Arecaceae. Inga underarter finns listade i Catalogue of Life.